# جو مايرز
جو مايرز (بالإنجليزية: Joe Meyers)‏ هو لاعب كرة قدم أمريكية أمريكي، ولد في 5 ديسمبر 1871 في نورث واشنطن في الولايات المتحدة، وتوفي في 11 أبريل 1959 في مقاطعة سان دييغو في الولايات المتحدة.